# Nicolás Meza
Nicolás Alonso Meza Muñoz (Santiago, 12 de abril de 2002) es un futbolista profesional chileno que se desempeña como Volante y actualmente milita en Palestino de la Primera División de Chile.

## Trayectoria
Producto de las divisiones inferiores de Palestino,  Debutó como profesional en 2021, participando en partidos por el torneo de Primera División 2021, la Copa Chile y Copa Sudamericana del mismo año.
En noviembre de 2021, firmó su primer contrato como profesional con Palestino, por tres temporadas.

## Estadísticas
| Club              | Div.          | Temporada     | Liga  | Liga  | Copas nacionales | Copas nacionales | Torneos internacionales | Torneos internacionales | Total | Total |
| Club              | Div.          | Temporada     | Part. | Goles | Part.            | Goles            | Part.                   | Goles                   | Part. | Goles |
| ----------------- | ------------- | ------------- | ----- | ----- | ---------------- | ---------------- | ----------------------- | ----------------------- | ----- | ----- |
| Palestino · Chile | 1.ª           | 2021          | 8     | 0     | 4                | 0                | —                       | —                       | 12    | 0     |
| Palestino · Chile | 1.ª           | 2022          | 13    | 0     | 2                | 0                | —                       | —                       | 15    | 0     |
| Palestino · Chile | 1.ª           | 2023          | 21    | 0     | 2                | 0                | 5                       | 0                       | 28    | 0     |
| Palestino · Chile | 1.ª           | 2024          | 5     | 0     | 2                | 0                | 0                       | 0                       | 7     | 0     |
| Palestino · Chile | 1.ª           | 2025          | 4     | 0     | 3                | 0                | 2                       | 0                       | 9     | 0     |
| Palestino · Chile | Total club    | Total club    | 51    | 0     | 13               | 0                | 7                       | 0                       | 71    | 0     |
| Total carrera     | Total carrera | Total carrera | 51    | 0     | 13               | 0                | 7                       | 0                       | 71    | 0     |
| 1. 2. 3.          |               |               |       |       |                  |                  |                         |                         |       |       |